# أصناف الزيتون المزروع
للزيتون أصناف كثيرة تعد بالآلاف وتتأقلم مع الظروف البيئية التي تعيش فيها. من أشهر الأصناف في الوطن العربي حسب القطر - يسميها البعض «ضروب».

## سورية
يقدر عدد أصناف الزيتون في سورية بأكثر من سبعين تتوزع على المناطق البيئية المختلفة باستثناء المنطقة الشرقية (دير الزور والرقة والحسكة). من أهم هذه الأصناف:

### إدلب
- صوراني
- مصعبي

### حلب
- زيتي (أو كردي)
- قيسي
- صوراني

### حمص
- جلط تدمري
- خضيري
- محزم أبو سطل
- تفاحي
- عبادي أبو غبرة
- صوراني

### ريف دمشق
- جلط
- مهاطي
- مصعبي

### الساحل السوري (اللاذقية وطرطوس)
- خضيري
- دعيبلي

### درعاوالسويداء
- جلط
- محزم أبو سطل
- صوراني

## فلسطين(والأردن)

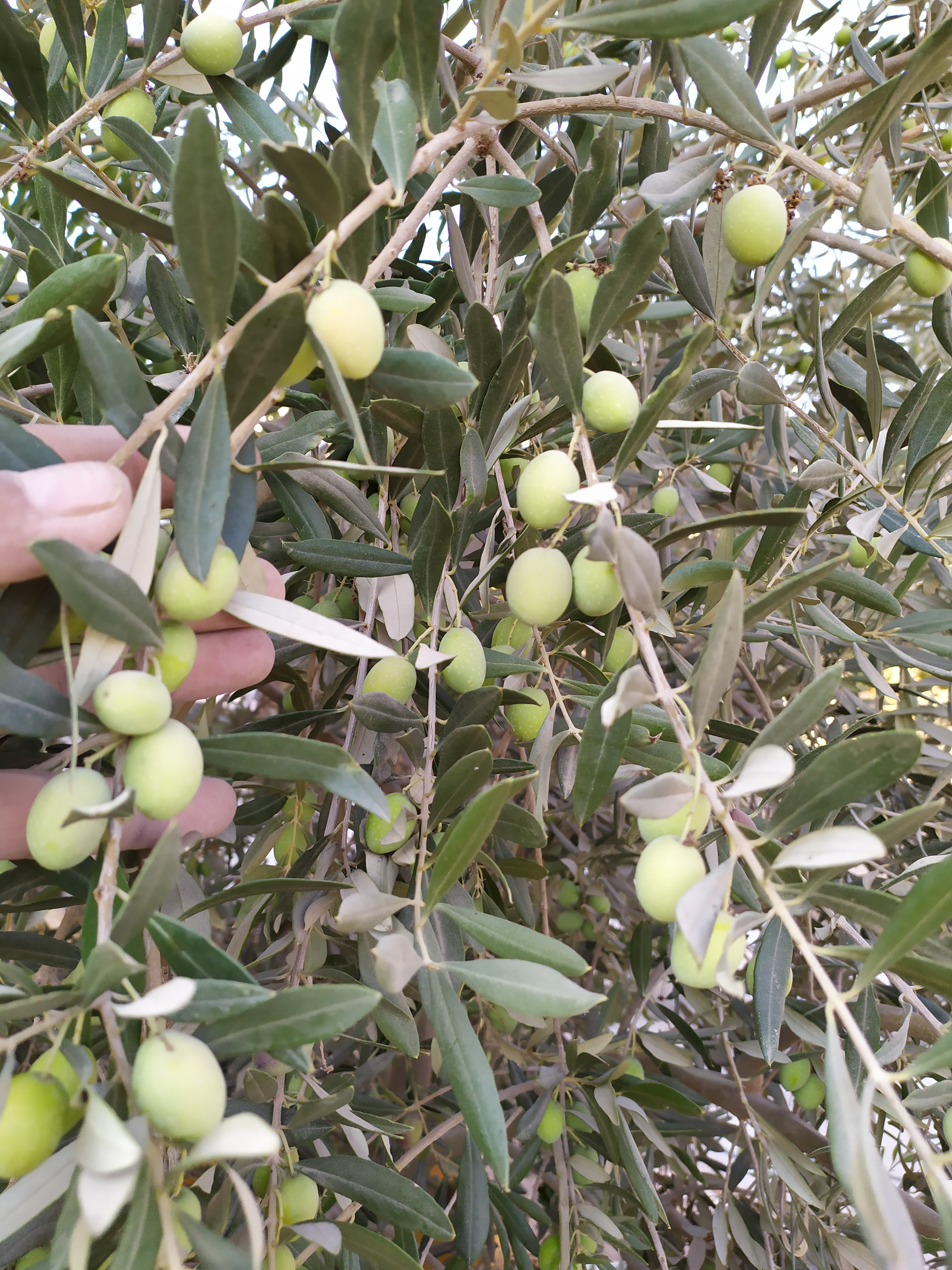
زيتون فلسطيني مطعم صنف رومي

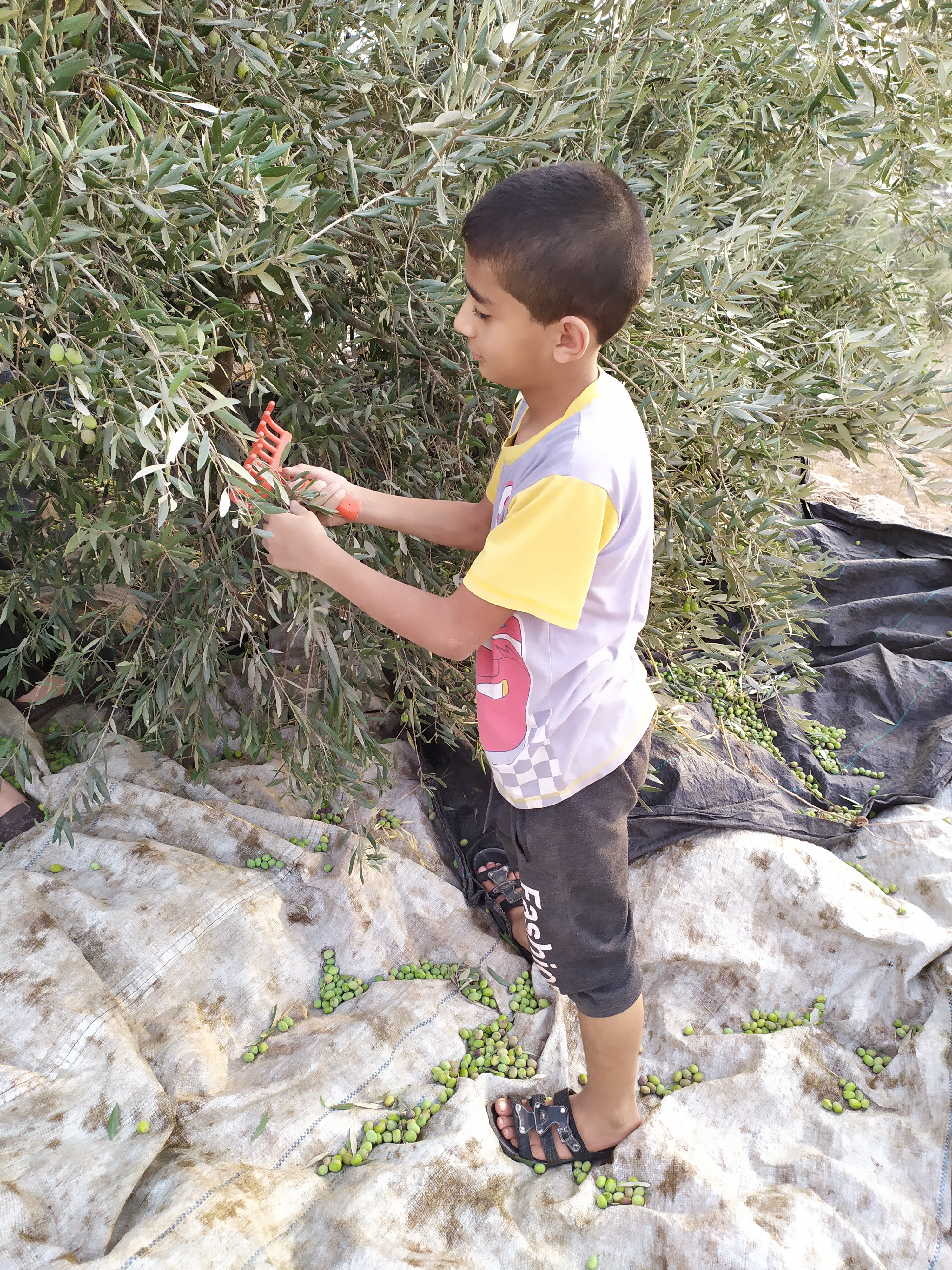
قطاف ثمار أشجار الزيتون جنوب الضفة الغربية

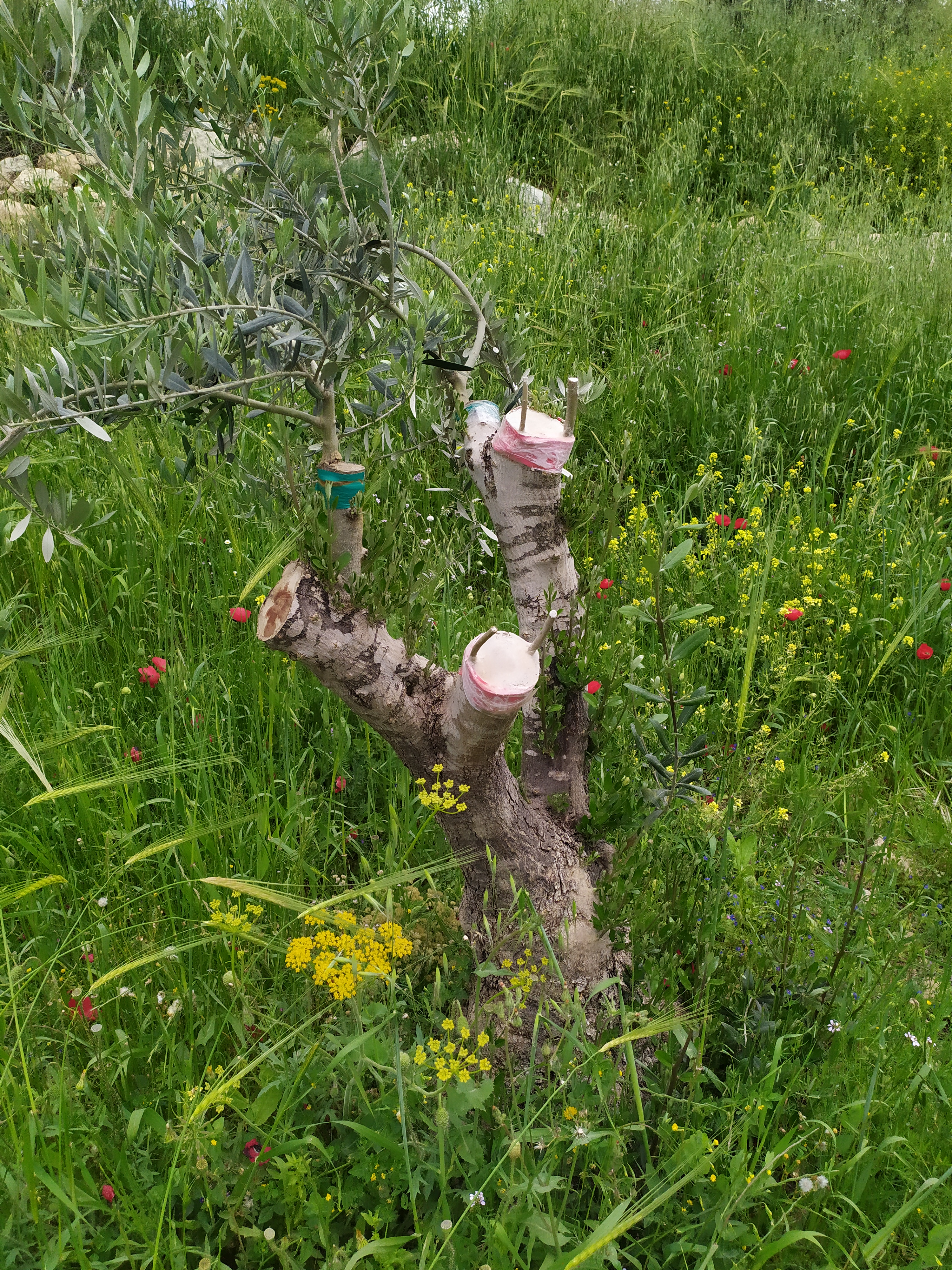
تطعيم أشجار الزيتون الكبيرة بالقلم بأصناف جيدة للحصول على إنتاج أفضل

تتركز زراعة الزيتون في فلسطين في جبال نابلس والجليل. معظم أشجار الزيتون في فلسطين هي من صنف النبالي، ويساهم صنف النبالي المحسن (أو K18) بنسبة ضئيلة وخاصة في المناطق الأكثر جفافا، وهناك صنف يسمى بالصري.

## لبنان
صوري.

## تونس
يوجد في تونس عشرات الأصناف، ولكن معظم بساتين الزيتون تتألف من أحد الصنفين الرئيسين: الشتوي في الشمال والشملالي في الوسط والجنوب.

## مصر
زراعة الزيتون في مصر حديثة نسبيًا وتعتمد كليًا على الري، وهي تتركز في مناطق الإسماعيلية والعريش ومرسى مطروح وتعتمد أساسًا على الأصناف الأوروبية، والإسبانية خصوصًا. من أهم الأصناف المحلية الوطيقن.

## المغرب
يشكل صنف البيشولين المغربي العمود الفقري لزراعة الزيتون في المغرب مساهمًا بنسبة 95% من أشجار الزيتون.
من الأصناف الأوروبية:
- إسبانيا: أربكوينا، هوخيبلانكو، بيكوال، مانزانييا
- إيطاليا: فرانتويو، ليتشينو، مورايولو
- اليونان: كالاماتا
- تركيا: ميميتشيك وجيمليك.

## الجزائر
يوجد في مختلف ارجاء الجزائر 36 صنف زيتون المحلية autoctones ، ولكن معظم بساتين اشجارالزيتون الجزائرية تتألف من أحد الصنفين الرئيسين: الشملال صنف زيتي وسيقواز صنف ثنائي الغرض زيتي و طاولة تتركز معضم الزراعات في شمال البلاد و لكن بعد عام 2000 انتشرت في مختلف ارجاء البلاد بالهضاب العليا والصحراء الكبري
كما توجد اصناف اخري نذكر منها روجات متيجة ،بلانكات القالمية ،ازراج، بوشوك ،ناب جمل ،تفاحي
من الأصناف الأوروبية:
- إسبانيا: اربكينا، هوخيبلانكو، بيكوال، مانزانييا اربوزانا سفيانا
- إيطاليا: فرانتويو، ليتشينو، مورايولو كوراتينا
- اليونان: كالاماتا كوروناكي
- فرنسا بيشولين الفرنسي فيردال